# Pleasant Hill (paroisse de Sabine, Louisiane)
Pour les articles homonymes, voir Pleasant Hill.
Pleasant Hill est un village de la paroisse de Sabine, dans l'État de Louisiane, aux États-Unis,. En 2020, il compte une population de 617 habitants.

## Démographie
Lors du recensement de 2010, le village comptait une population de 723 habitants, tandis qu'en 2020, elle s'élève à 617 habitants.